# St. John Philby

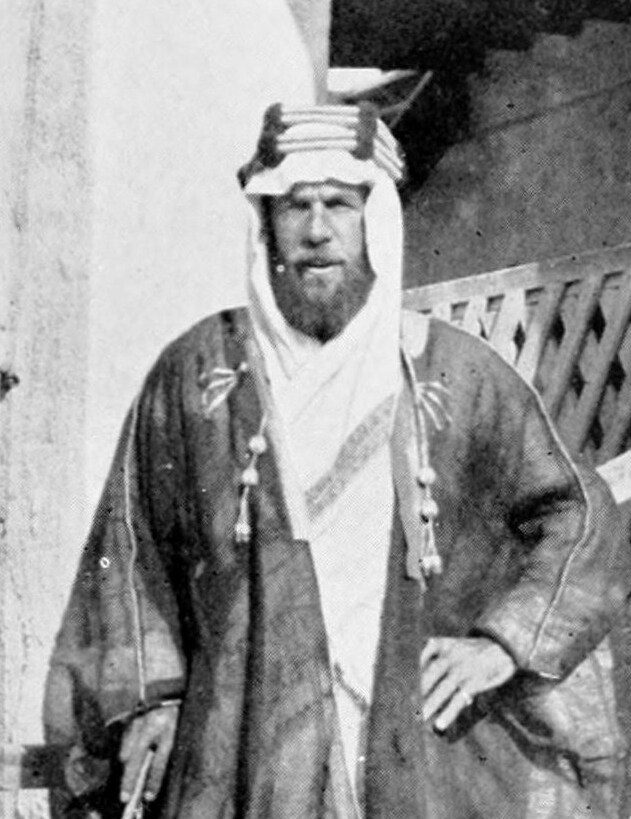
St. John Philby in Riad

Harry St. John Bridger Philby (geb. 3. April 1885 in Badulla, Britisch-Ceylon, heute Sri Lanka; gest. 30. September 1960 in Beirut, Libanon), auch bekannt als Jack Philby oder Scheich Abdullah (الشيخ عبدالله), war ein britischer Arabist, Schriftsteller und Spion. 1930 konvertierte er zum Islam und wurde später Berater des Königs Ibn Saud.
Er war zweimal verheiratet, aus seiner ersten Ehe stammt sein Sohn Kim Philby. Als Ornithologe war er Namensgeber für das Philbysteinhuhn.

## Frühe Jahre
Als Sohn eines Teepflanzers erhielt er seine Ausbildung an der Westminster School in London und am Trinity College in Cambridge. Hier studierte er bei Edward Granville Browne orientalische Sprachen und war Kommilitone von Jawaharlal Nehru, dem späteren ersten Ministerpräsidenten des unabhängigen Indiens. 1908 wurde er nach Lahore im Punjab versetzt, wo er fließende Kenntnisse in Urdu, Panjabi, Belutschi, Persisch und schließlich Arabisch erwarb. 1910 heiratete er Dora Johnston, mit seinem Großcousin Bernard Montgomery als Trauzeugen. Neben dem Sohn Kim, der als Doppelagent für die Sowjetunion internationale Bekanntheit erlangte, hatten sie drei Töchter.

## In der Arabischen Revolte
Ende 1915 wurde er vom Verwaltungsoffizier Percy Cox als Finanzverantwortlicher in Bagdad rekrutiert. Die Aufgabe bestand darin, die Arabische Revolte gegen das Osmanische Reich zu organisieren und die britische Kontrolle über die Ölfelder von Basra, von denen die Royal Navy abhängig war, zu gewährleisten. In die Welt des Geheimdienstes wurde Philby, wie später auch Lawrence von Arabien, von Gertrude Bell eingeführt.
Im November 1917 wurde Philby ins Innere der Arabischen Halbinsel als Leiter einer Mission zu Ibn Saud entsandt, der mit Hussein ibn Ali, dem Führer der Haschimiten und Großscherif von Mekka bitter verfeindet war, da beide Anspruch darauf erhoben, König von Arabien zu werden. Nachdem Philby die Halbinsel von Riad bis Dschidda auf geheimen Wegen durchquert hatte, erhielt er 1920 eine Goldmedaille der Royal Geographical Society. Schon 1917 war er zum Commander des Order of the Indian Empire ernannt worden.
Gegen Ende des Ersten Weltkriegs fühlte er, dass das von Großbritannien und Frankreich erteilte Versprechen, eine selbstbestimmte geeinte arabische Nation zu bilden, im Sykes-Picot-Abkommen gebrochen wurde. Nach dem irakischen Aufstand von 1920 wurde Philby im Mandat Mesopotamien zum Minister für innere Sicherheit ernannt.
Im November 1921 wurde Philby Hauptleiter des Geheimdienstes im Völkerbundsmandat für Palästina. Er arbeitete mit T. E. Lawrence zusammen und traf seinen amerikanischen Gegenspieler Allen Dulles. Ende 1922 reiste er nach London, wo er an zahlreichen Besprechungen die Palästina-Frage unter anderem mit Winston Churchill, George V., Edward VIII., Walter Rothschild, Wickham Steed, Richard Meinertzhagen und Chaim Weizmann erörterte.

## Berater Ibn Sauds und Forschungsreisender

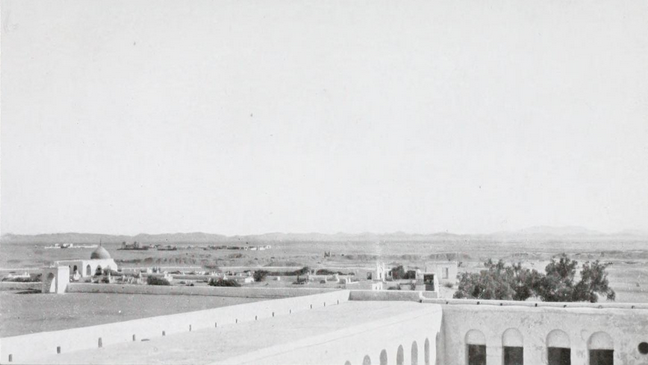
Grab Evas in Dschidda, Fotografie aus Philbys Buch The Heart of Arabia, 1922.

Philby war der Ansicht, dass sowohl den britischen als auch den saudischen Familieninteressen am besten gedient wäre, wenn sich die arabische Halbinsel vom Roten Meer bis zum Persischen Golf erstrecken würde und unter einer einheitlichen Regierung verwaltet würde. Dabei sollte die Dynastie der Saud die Haschimiten als Hüter der heiligen Stätten ersetzen und gleichzeitig für den Schutz des Schiffsverkehrs vom Suezkanal über Aden nach Bombay besorgt sein.
1927 leitete Philby, der inzwischen zur grauen Eminenz Ibn Sauds geworden war, den Vertrag von Dschidda in die Wege, einen Nichtangriffspakt zwischen Großbritannien und den Saudis, der auf britischer Seite von Gilbert Clayton unterzeichnet wurde. 1930 trat er zum Islam über und wurde in den folgenden Jahren ein berühmter Schriftsteller und Forschungsreisender. Im Auto und auf dem Kamelrücken zog er entlang der Grenze zwischen Saudi-Arabien und dem Jemen. Auf der Suche nach der verschollenen Stadt Iram entdeckte er 1932 als erster Europäer inmitten der Wüste Rub al-Chali die Wabar-Krater. Gleichzeitig wurde er zum Vertreter des saudischen Königshauses in den Verhandlungen auf der Suche nach potenziellen Erdölvorkommen, die ab 1937 entdeckt und gefördert wurden. Er unterstützte die amerikanischen Gesellschaften Standard Oil of California und Texas Oil, was zur Gründung von Aramco führte.

## Politische Ambitionen
Philby war zwar als Antizionist bekannt, legte jedoch einen Plan zur Erlangung eines Kompromisses mit Vertretern des Zionismus fest, der im Oktober 1929 in The New York Times publiziert wurde. Dies lief auf eine Anerkennung der Balfour-Deklaration hinaus, wobei eine weitere jüdische Einwanderung nach Palästina gestattet würde, die Zionisten sich jedoch zu einem Verzicht auf jegliche politische Dominanz verpflichten müssten. Dieser Plan wurde von Judah L. Magnes, einem Reformrabbiner und Präsident der Hebräischen Universität in Jerusalem, unterstützt.
Im Juli 1939 kandidierte Philby erfolglos für einen Parlamentssitz als Vertreter der rechtsextremen und antisemitischen British People's Party. Auf einer Reise nach Bombay wurde er am 3. August 1940 als Sympathisant des Nationalsozialismus verhaftet, nach England deportiert und auf Betreiben von befreundeten Persönlichkeiten wie John Maynard Keynes kurz danach befreit. Er empfahl seinen Sohn Kim, der durch Vermittlung seines Vaters im Spanischen Bürgerkrieg Kriegskorrespondent der Times geworden war, dem Chef der britischen Gegenspionage Valentine Vivian, worauf Kim in die GPU eingeschleust wurde.
Nach dem Tode Ibn Sauds im November 1953 kritisierte Philby öffentlich dessen Sohn und Nachfolger Saud. Er wurde des Landes verbannt und zog nach Beirut, wo er einige Monate unter komfortablen Umständen verbrachte, teils in Gesellschaft seiner Nebenfrau Rozy, die ihm als 16-Jährige von Ibn Saud geschenkt worden war, und ihrer Kinder. 1956 kehrte er nach Riad zurück. Im September 1960, als er bei einem Besuch in Beirut seinen Sohn Kim traf, erkrankte er und wurde in ein Krankenhaus gebracht. Als er aus der Bewusstlosigkeit erwachte, murmelte er: „Mir ist langweilig“, und starb kurz darauf am 30. September. Er wurde auf dem muslimischen Friedhof in Beirut bestattet.

## Rezeption
In ihrer Monografie Philby of Arabia beschreibt Elizabeth Monroe Philby als widersprüchlichen, von Ehrgeiz erfüllten Charakter. Sein Übertritt zum Islam sei hauptsächlich deshalb erfolgt, um seine Stellung bei König Ibn Saud zu verbessern, seine Forschungsreisen auf der Arabischen Halbinsel zu ermöglichen und seine kommerziellen Interessen zu fördern. In seiner weitläufigen Korrespondenz, die zum Teil im Middle East Centre im St Antony’s College der Universität Oxford aufbewahrt wird, erweist er sich als Bewunderer Hitlers und gleichzeitig als lautstarker Pazifist. Dies hinderte ihn jedoch nicht daran, sich in Saudi-Arabien und in Beirut am Waffenhandel zu beteiligen. Gertrude Bell beschrieb Philby als „herrschsüchtigen und schwierigen“ Charakter.

## Werke (Auswahl)
- The heart of Arabia; a record of travel & exploration. London, Constable, 1922. Digitalisat
- The empty quarter: being a description of the great south desert of Arabia known as Rub 'al Khali. London, Constable, 1933. Digitalisat
- Arabian Highlands. Ithaca, Cornell University Press, 1952. Digitalisat
- The Queen of Sheba. Quartet Books, London 1981.